# Rhododendron hypoglaucum
Rhododendron hypoglaucum ist eine Pflanzenart aus der Gattung der Rhododendren (Rhododendron) in der Familie der Heidekrautgewächse (Ericaceae). Das natürliche Verbreitungsgebiet umfasst einige Provinzen im zentralen China.

## Beschreibung

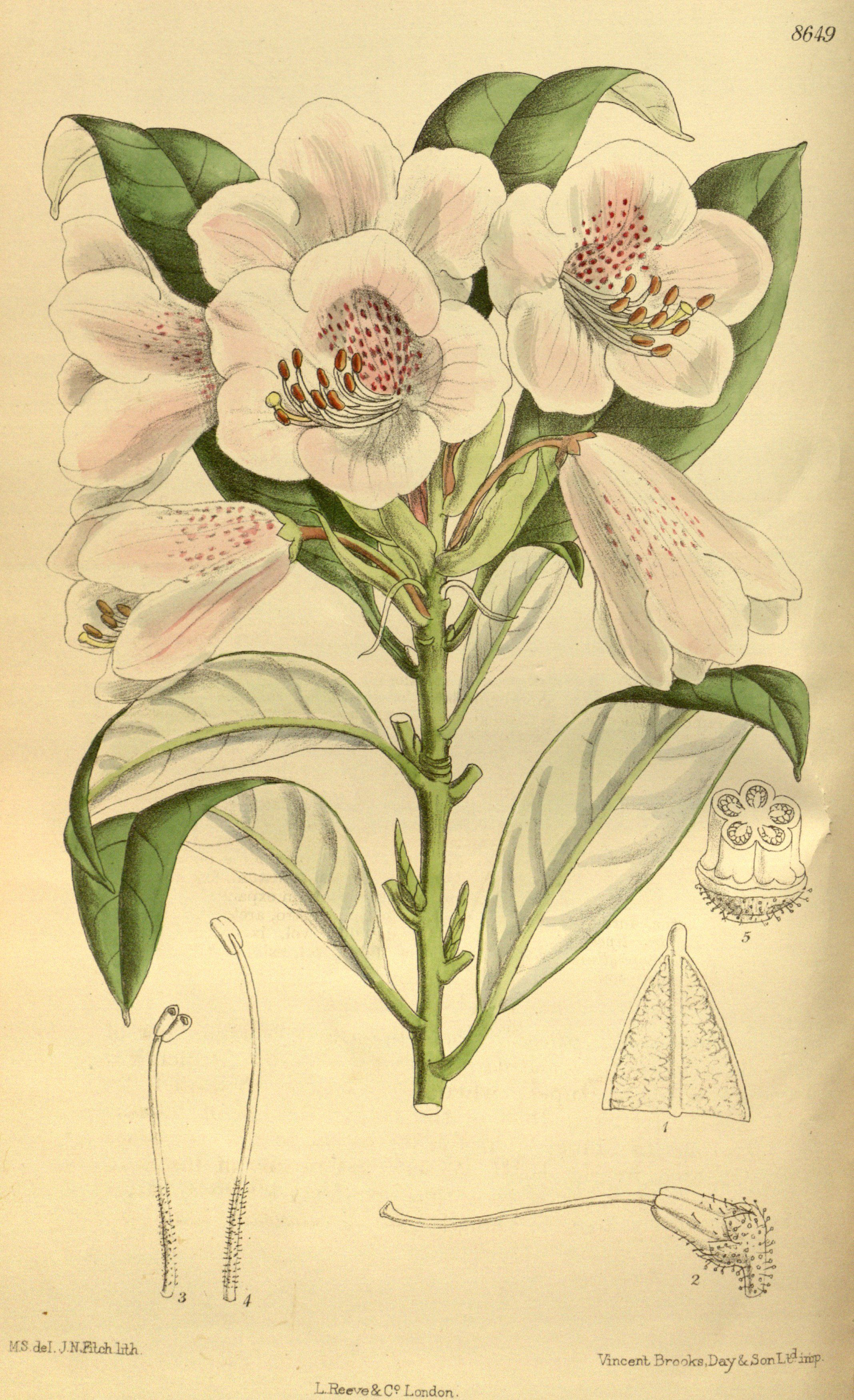
Illustration aus Curtis's Botanical Magazine London. Volume 142 = Series 4, Volume 12, Tafel 8649

### Erscheinungsbild und Laubblatt
Rhododendron hypoglaucum wächst als immergrüner Strauch der Wuchshöhen von 3 bis 10 Metern erreichen kann. Die Borke der Hauptäste ist grau gefärbt. Die grünliche Rinde der Zweige ist glatt und unbehaart.
Die wechselständig an den Zweigen angeordneten Laubblätter sind in Blattstiel und Blattspreite gegliedert. Der kahle, zylindrische Blattstiel ist 1 bis 2 Zentimeter lang. Die einfache, ledrige Blattspreite ist mit einer Länge von 6 bis 10 Zentimetern und einer Breite von 2 bis 3,5 Zentimetern lanzettlich-elliptisch oder lanzettlich-verkehrt-eiförmig mit keilförmiger Spreitenbasis und spitz zulaufenden Ende. Der glatte Blattrand ist leicht umgebogen. Die glatte Blattoberseite ist unbehaart und hellgrün gefärbt während die Blattunterseite eine feine, weiche, silbrig-weiße Behaarung (Trichome) aufweist. Man findet auf jeder Seite der auf der Blattunterseite deutlich erhabenen Mittelrippe 10 bis 14 Blattadern.

### Blütenstand und Blüte
Die Blütezeit erstreckt sich von April bis Mai. Der Blütenstand besitzt 0,5 bis 1,5 Zentimeter lange, gelblich flaumig behaarte bis kahle Rhachis und enthält vier bis neun Blüten. Der kahle Blütenstiel ist 2 bis 3 Zentimeter lang.
Die zwittrigen Blüten sind fünfzählig mit doppelter Blütenhülle. Die fünf häutigen Kelchblätter sind mit einer Länge von 2 Millimetern eiförmig-dreieckig. Die fünf 2,5 bis 3,5 Zentimeter langen und an ihrer Basis verschmälerten Kronblätter sind trichter- bis glockenförmig verwachsen. Die fünf mit einer Länge von etwa 1 Zentimeter sowie einer Breite von etwa 1,5 Zentimetern fast kreisförmigen Kronlappen sind ausgerandet. Die Farbe der Kronblätter ist weiß, mehr oder weniger stark rosafarben getönt und sie weisen zahlreiche dunkelrosa- bis purpurfarbenen Flecken auf. Es sind zwei Kreise mit je fünf Staubblättern vorhanden; sie sind verschieden und 1,5 bis 2 Zentimeter lang. Die an ihrer Basis verbreiterten Staubfäden weisen an der Basis eine dichte weiße, flaumige Behaarung auf. Der mit einer Länge von 4 bis 5 Millimeter zylindrische Fruchtknoten ist kahl oder besitzt selten an seiner Spitze eine drüsige Behaarung. Der unbehaarte Griffel ist 2 bis 2,5 Zentimeter lang.

### Frucht
Die bei Reife mit einer Länge von 2 bis 2,5 Zentimetern und einem Durchmesser von etwa 6 Millimetern zylindrische, kahle Kapselfrucht öffnet sich sechsklappig. Die Früchte reifen von Juli bis September.

## Vorkommen
Das natürliche Verbreitungsgebiet von Rhododendron hypoglaucum liegt in China. Es umfasst die Provinzen Chongqing, westliches Hubei, südliches Shaanxi und östliches Sichuan.
Rhododendron hypoglaucum besiedelt vor allem Dickichte und kommt in Höhenlagen von 1500 bis 2100 Metern vor.

## Systematik
Rhododendron hypoglaucum gehört zur Untersektion Argyrophylla (Tagg) Sleumer in der Untergattung Hymenanthes (Blume) K.Koch (mit nur immergrünen Arten) innerhalb der Gattung Rhododendron. Die Erstbeschreibung von Rhododendron hypoglaucum erfolgte 1889 durch William Botting Hemsley in Journal of the Linnean Society, Botany, Band 26 (173), S. 25. Synonyme für Rhododendron hypoglaucum sind unter anderem Rhododendron argyrophyllum subsp. hypoglaucum (Hemsl.) D.F.Chamb. und Rhododendron gracilipes Franchet.